# エクフラシス
エクフラシスまたはエクプラシス (古希: ἔκφρασις, ekphrasis) は、西洋文学の用語で、絵画・彫刻・建築といった視覚芸術を文章で描写する行為を指す。代表例として『イリアス』における「アキレウスの盾」の描写や、『エイコネス』がある。

## 解説
「エクフラシス」の語源は、古代ギリシア語で「～から外へ」を意味する前置詞「エク」(ἐκ) に、「明らかにする、宣言する、発話する」を意味する動詞「フラゼイン」(プラゼイン, φράζειν) をあわせた複合語であり、原義は「はっきり述べる」である。
本来は文学用語でなく、古代ギリシア・ローマの修辞学（弁論術）の用語で、芸術に限らず、人物・出来事・場所・気象・戦争・時間経過など、あらゆる事物を文章で描写する行為を指した。具体的には、修辞学の基礎教科（プロギュムナスマタ）の一つとして、弁論の練習を目的に、「主題を眼前に生き生きと描き出す言論」を指した。そして、エクフラシスの読み手・聴き手が感じる「迫真性」すなわち臨場感や鳥肌を、「エナルゲイア」といった。
近代以降、「エクフラシス」という言葉が修辞学から離れて独り歩きし、芸術を文章で描写する行為を指すようになった。現代の専門家のあいだでも、定義が曖昧である。

## 歴史

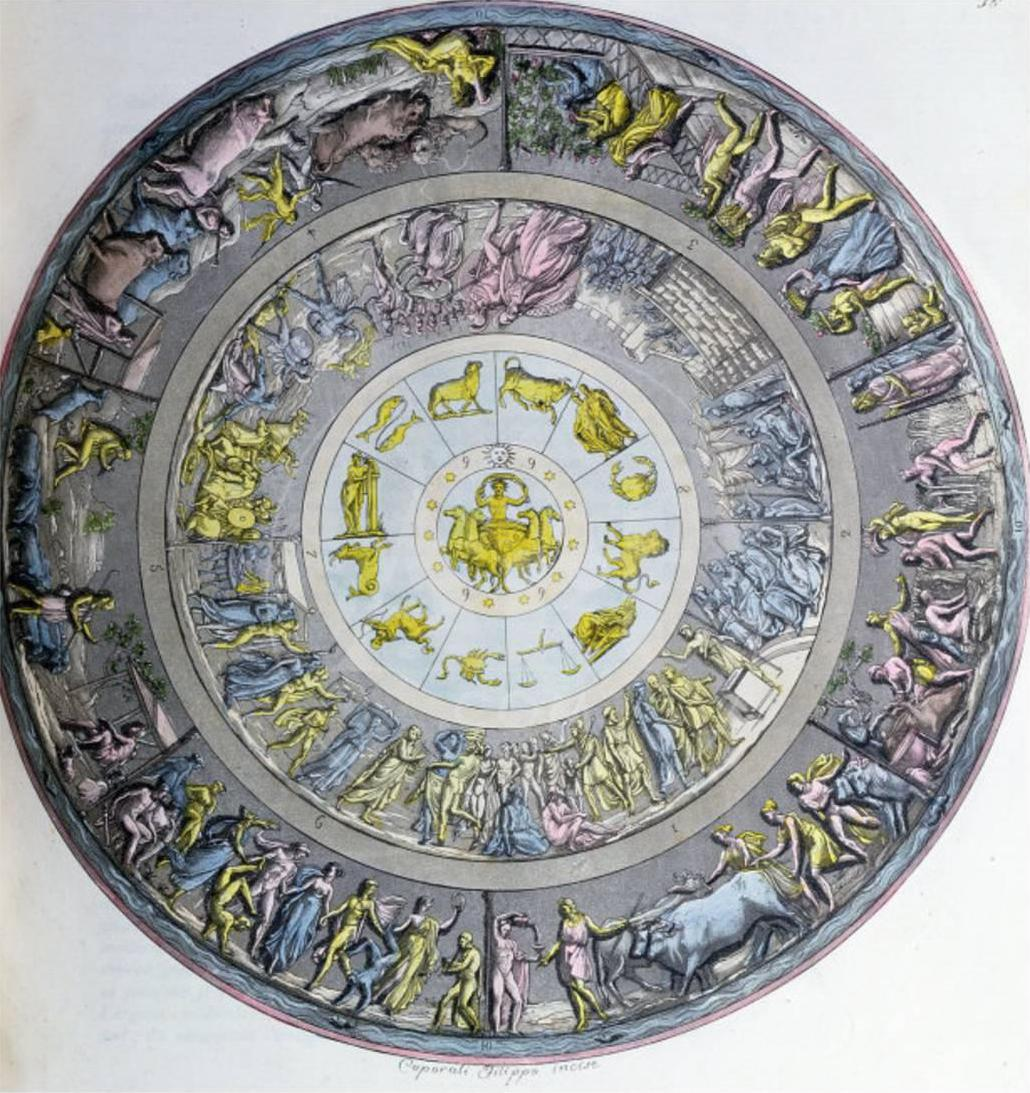
アキレウスの盾

### 文学
文学用語のエクフラシスの例に以下がある。
- ホメロス『イリアス』第18歌における「アキレウスの盾」の描写
  - エクフラシスの代表例であり、以降のエクフラシスの模範になった[7][8][9][10][11][12]。
- 伝ヘシオドス『ヘラクレスの盾（英語版）』[12]
- ウェルギリウス『アエネイス』第1歌の「ユノ神殿の絵」の描写[13][11]や第8歌の「アエネアスの盾」の描写[1]
- オウィディウス『変身物語』アラクネの絵織物の描写[11]
- アイスキュロス『テーバイ攻めの七将』七将の盾の描写[14]
- ペトロニウス『サテュリコン』画廊の描写[15]
- カトゥルスの第64歌（英語版）[16]（アリアドネやディオニュソスを描いたタペストリーの描写[17]）
- 『ギリシア詞華集』所収の詩のいくつか[18]
- シレンティアリオス（英語版）[19]やメサリテス（英語版）[20]によるビザンティン聖堂の描写
- ダンテ『神曲』煉獄篇第10歌における彫刻の描写[21]
- ヴァザーリ『芸術家列伝』[1][22][23][24]
- ロンサールの詩のいくつか[25]
- ワーズワス『エレジアック・スタンザ（英語版）』[26]
- ジョン・キーツ『ギリシャの壺に寄せるオード（英語版）』[27]
- P・B・シェリーによるダ・ヴィンチ画『メデューサ（英語版）』の描写[28]
- メルヴィル『白鯨』におけるクジラの絵の描写[29]
- ドストエフスキー『白痴』第3部6章における子ホルバイン画『墓の中のキリストの屍（英語版）』の描写[30]
- ロセッティ[31]やヴァルザー[32]の詩のいくつか

### 修辞学
修辞学用語のエクフラシスの例は、ローマ帝国期のギリシア語弁論家すなわち第二次ソフィストの作品に主に見られる。とくに、テオン、ヘルモゲネス、メナンドロス、アプトニオス、リバニオスらがそれぞれに書いた、プロギュムナスマタの教科書で言及された。
彼ら第二次ソフィストも、上記の「アキレウスの盾」をエクフラシスの模範としていた。第二次ソフィストのエクフラシスの手法は、東ローマ帝国期のビザンティン文学に継承された。
なお、ローマ帝国期のラテン語弁論家の作品においてエクフラシスが言及されることは無かったが、中世初期のプリスキアヌスによって「デスクリプティオ」(羅: descriptio) と訳されラテン中世に伝えられた。

### 両方
文学用語と修辞学用語の両方にあたるエクフラシス、すなわち、弁論家が視覚芸術を描写した作品も存在する。例として、ルキアノスによるアペレス画『誹謗』の描写、ルキアノス『お傭い教師』、大ピロストラトスと小ピロストラトス『エイコネス』が挙げられる。この『エイコネス』がエクフラシスの代表例とされることもある。

### ルネサンス期
ルネサンス期には、古代のエクフラシス作品で語られた絵画を再現した絵画が作られた。例として、ティツィアーノ画『ヴィーナスへの奉献』『バッカスとアリアドネ』、ボッティチェッリ画『誹謗』などがある。

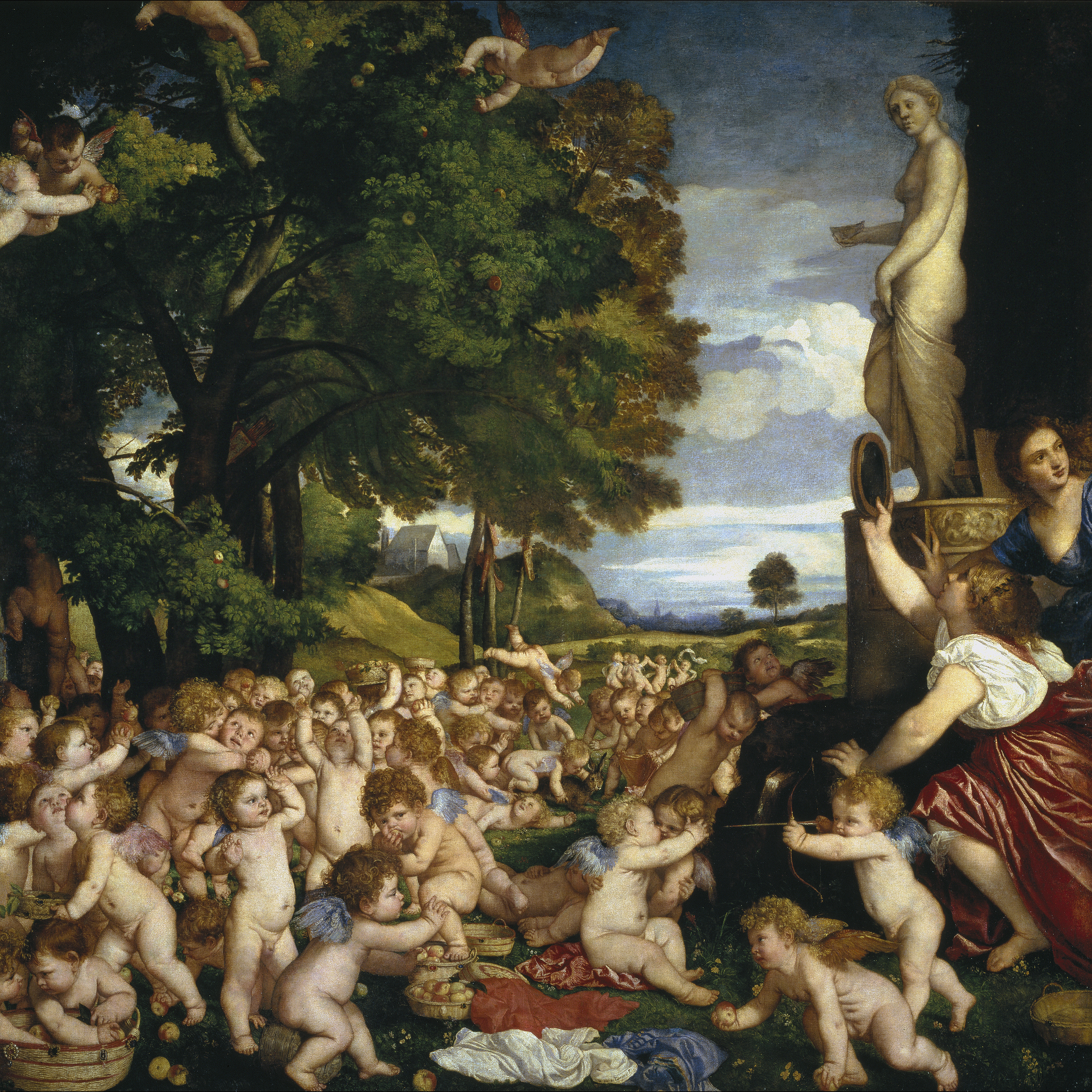
『ヴィーナスへの奉献』
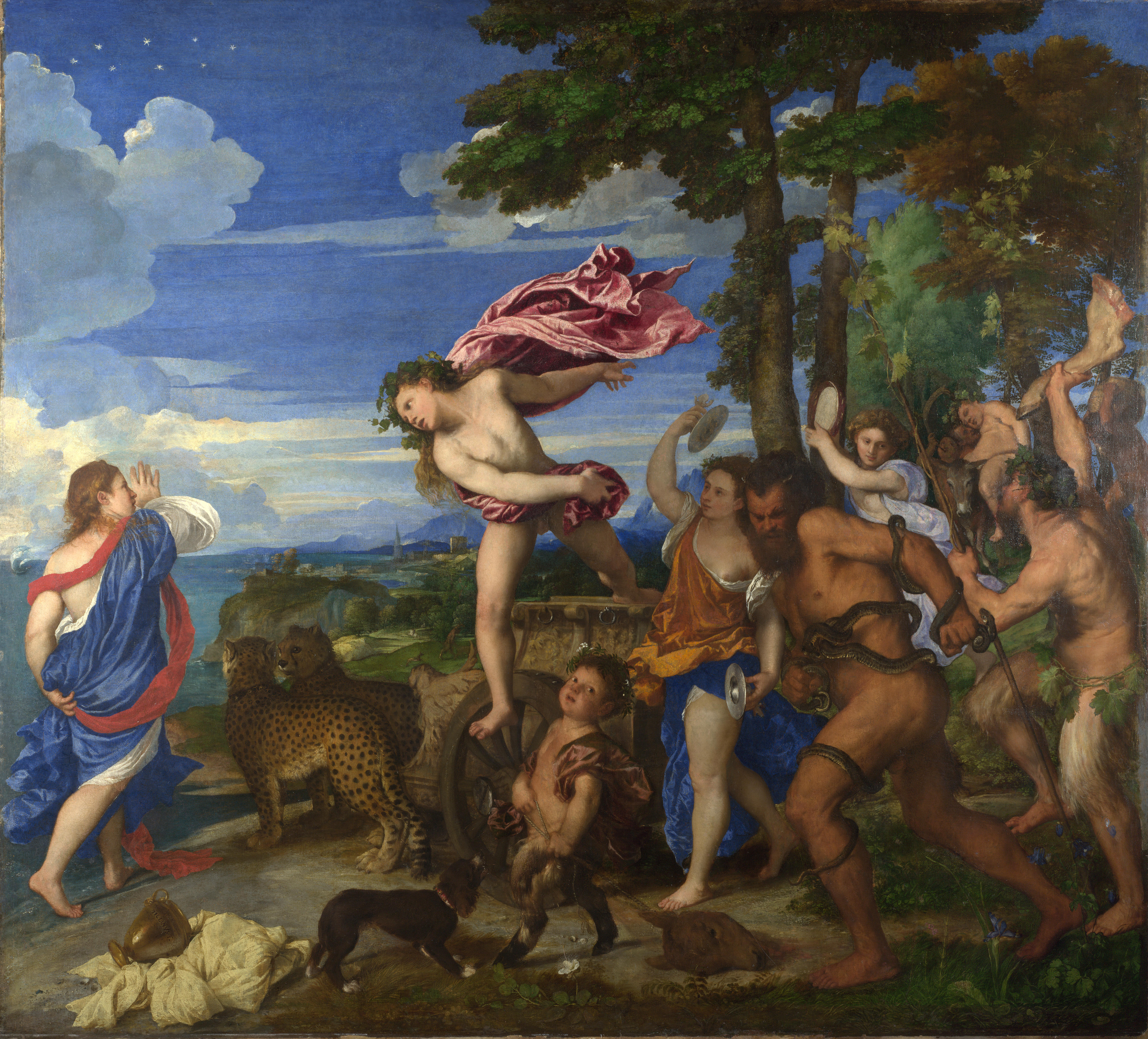
『バッカスとアリアドネ』
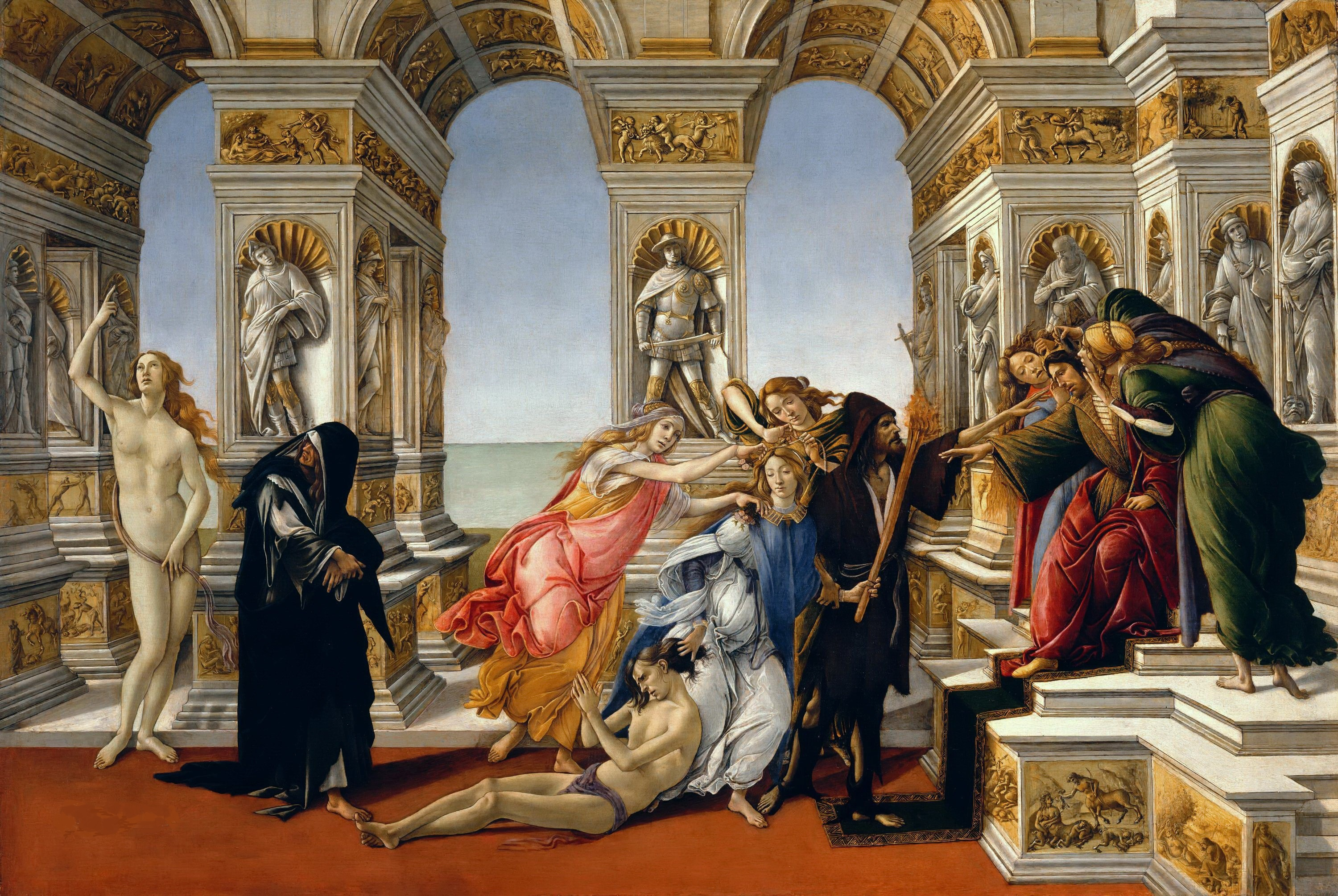
『誹謗』

## 音楽学
「絵画などを音楽化した作品」をエクフラシスと呼ぶ用法もある。この用法は音楽学者のジークリント・ブルーンが2000年に提唱した。
例として、ムソルグスキー『展覧会の絵』、ドビュッシー『海』第1楽章、ラフマニノフ『死の島』、カロル・シマノフスキ『メトープ』、キング・クリムゾンのアルバム『暗黒の世界』所収のR・P・ジェイムス作詞『夜を支配する人』（レンブラント画『夜警』の音楽化）などがある。